# Pomarańczowy Ruch Demokratyczny
Pomarańczowy Ruch Demokratyczny (ODM, Orange Democratic Movement) – centrolewicowa partia polityczna w Kenii założona w 2007 w wyniku rozpadu ODM na Pomarańczowy Ruch Demokratyczny pod przywództwem premiera Raili Odingi i Pomarańczowy Ruch Demokratyczny Kenii pod kierownictwem Kalonzo Musyoky. ODM Odingi wygrało wybory w 2007 i kierowała obecnie protestami przeciwko domniemanym manipulacjom wyborczym. Odinga przegrał wtedy z Mwai Kibaką niewielką ilością głosów. W kwietniu 2008 ODM podpisała porozumienie z prezydentem na mocy którego Odinga został premierem.

Zwolennicy ODM na wiecu w 2007.